# Суперкубок України з футболу 2007
Суперкубок України з футболу 2007 — четвертий розіграш Суперкубка України, щорічного футбольного матчу, у якому зустрічаються Чемпіон країни та володар Кубка України попереднього сезону. Матч відбувся 10 липня 2007 року в місті Одесі на стадіоні «Чорноморець» у присутності понад 32 тис. глядачів. У матчі зустрілися київське «Динамо» як чемпіон України сезону 2006—2007 та володар Кубку країни і донецький «Шахтар», який став другим у чемпіонаті. Основний час зустрічі переможця не виявив (2:2 в основний час), перемогу в серії післяматчевих пенальті з рахунком 4:2 здобули кияни.

## Протокол матчу
| 10 липня 2007 20:30 +25°C |

| «Динамо»         | 2:2 | «Шахтар»                 |
| ---------------- | --- | ------------------------ |
| Михалик 26', 30' |     | 14' Гладкий 55' Ткаченко |

| «Чорноморець», Одеса Глядачів: 32 000 Арбітр: Пітер Вінк |

|                                                                                       |     | Пенальті                                      |
| Олександр Алієв · Милош Нинкович · Денис Дедечко · Мар'ян Маркович · Микола Морозюк · | 4:2 | Брандау · Фернандінью · Жадсон · Резван Рац · |

| «Динамо» Київ | «Шахтар» Донецьк |

| Динамо:             |    |                   |          |
|                     |    |                   |          |
| В                   | 55 | Олександр Рибка   |          |
| ПЗ                  | 17 | Тарас Михалик     | 26', 30' |
| НП                  | 19 | Володимир Лисенко | 78'      |
| ПЗ                  | 22 | Денис Дедечко     | 34'      |
| ЗХ                  | 24 | Віталій Федорів   |          |
| ЗХ                  | 29 | Віталій Мандзюк   |          |
| ЗХ                  | 32 | Горан Гавранчич   | (к)      |
| ПЗ                  | 33 | Денис Олійник     | 56'      |
| ЗХ                  | 81 | Мар'ян Маркович   |          |
| ПЗ                  | 88 | Олександр Алієв   |          |
| ПЗ                  | 99 | Микола Морозюк    |          |
| Запасні:            |    |                   |          |
| В                   | 21 | Тарас Луценко     |          |
| НП                  | 18 | Балаж Фаркаш      |          |
| НП                  | 23 | Томіслав Бушич    |          |
| ПЗ                  | 36 | Милош Нинкович    | 56'      |
| НП                  | 38 | Артем Кравець     |          |
| НП                  | 40 | Андрій Воронков   | 78'      |
| ЗХ                  | 90 | Кирило Петров     |          |
| Тренер:             |    |                   |          |
| Анатолій Дем'яненко |    |                   |          |

| Шахтар:       |    |                      |         |
|               |    |                      |         |
| В             | 30 | Андрій Пятов         |         |
| ПЗ            | 7  | Фернандінью          |         |
| ПЗ            | 10 | Звонимир Вукич       | 24'     |
| НП            | 15 | Володимир Прийомов   | 46'     |
| НП            | 21 | Олександр Гладкий    | 14'     |
| НП            | 25 | Брандау              |         |
| ЗХ            | 26 | Резван Рац           |         |
| ЗХ            | 27 | Дмитро Чигринський   | (к) 23' |
| ПЗ            | 28 | Олексій Полянський   | 20'     |
| ПЗ            | 37 | Сергій Ткаченко      | 55'     |
| ЗХ            | 55 | Володимир Єзерський  | 69'     |
| Запасні:      |    |                      |         |
| В             | 12 | Дмитро Шутков        |         |
| ПЗ            | 3  | Томаш Гюбшман        |         |
| ПЗ            | 4  | Ігор Дуляй           | 46' 63' |
| ПЗ            | 8  | Жадсон               | 24'     |
| ЗХ            | 18 | Маріуш Левандовський |         |
| ПЗ            | 19 | Олексій Гай          | 63'     |
| НП            | 29 | Чипріан Маріка       |         |
| Тренер:       |    |                      |         |
| Мірча Луческу |    |                      |         |

| АРБІТРИ - Асистенти: - Адріан Ініа - Коен Дросте - Четвертий: - Інспектор ФФУ: | ПРАВИЛА МАТЧУ - 90 хвилин основного часу. - Пенальті, якщо після основного часу рахунок рівний. - Сім гравців на заміні. - Максимум 3 заміни у матчі. - Одночасно на полі не більше 9 легіонерів у кожній команді. |

* Примітки:В — воротар, ЗХ — захисник, ПЗ — півзахисник, НП — нападник

## Статистика
| «Динамо» | Показник            | «Шахтар» |
| -------- | ------------------- | -------- |
| 2        | Голи                | 2        |
| 11       | Удари по воротах    | 17       |
| 7        | Удари в рамку воріт | 4        |
| 4        | Кутові              | 7        |
| 1        | Поза грою           | 3        |
| 1        | Жовті картки        | 3        |
| 0        | Червоні картки      | 0        |

| Переможець Суперкубка України 2007 |
| ---------------------------------- |
|                                    |
| «Динамо» (Київ) Третій титул       |